# Království Kandia
Království Kandia (italsky Regno di Candia), nebo Knížectví Kandia (italsky Ducato di Candia) byl oficiální název Kréty během období ostrova jako zámořské kolonie Benátské republiky. Království vzniklo benátským zabráním v letech 1205–1212 a zaniklo pádem do rukou Osmanské říše během Krétské války (1645–1669). Ostrov byl v té době známý jako Kandia právě kvůli názvu jeho hlavního města Kandia neboli Chandax (dnešní Iraklio).

## Galerie

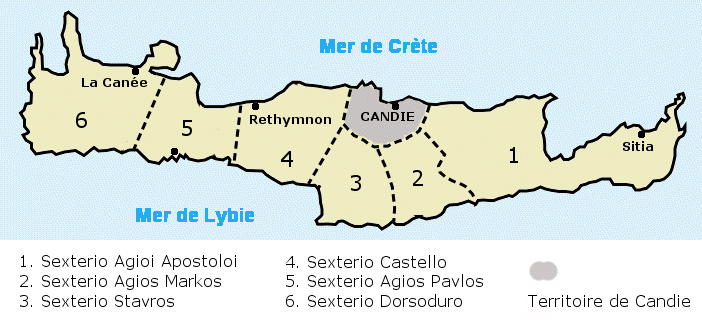
mapa členění Kréty
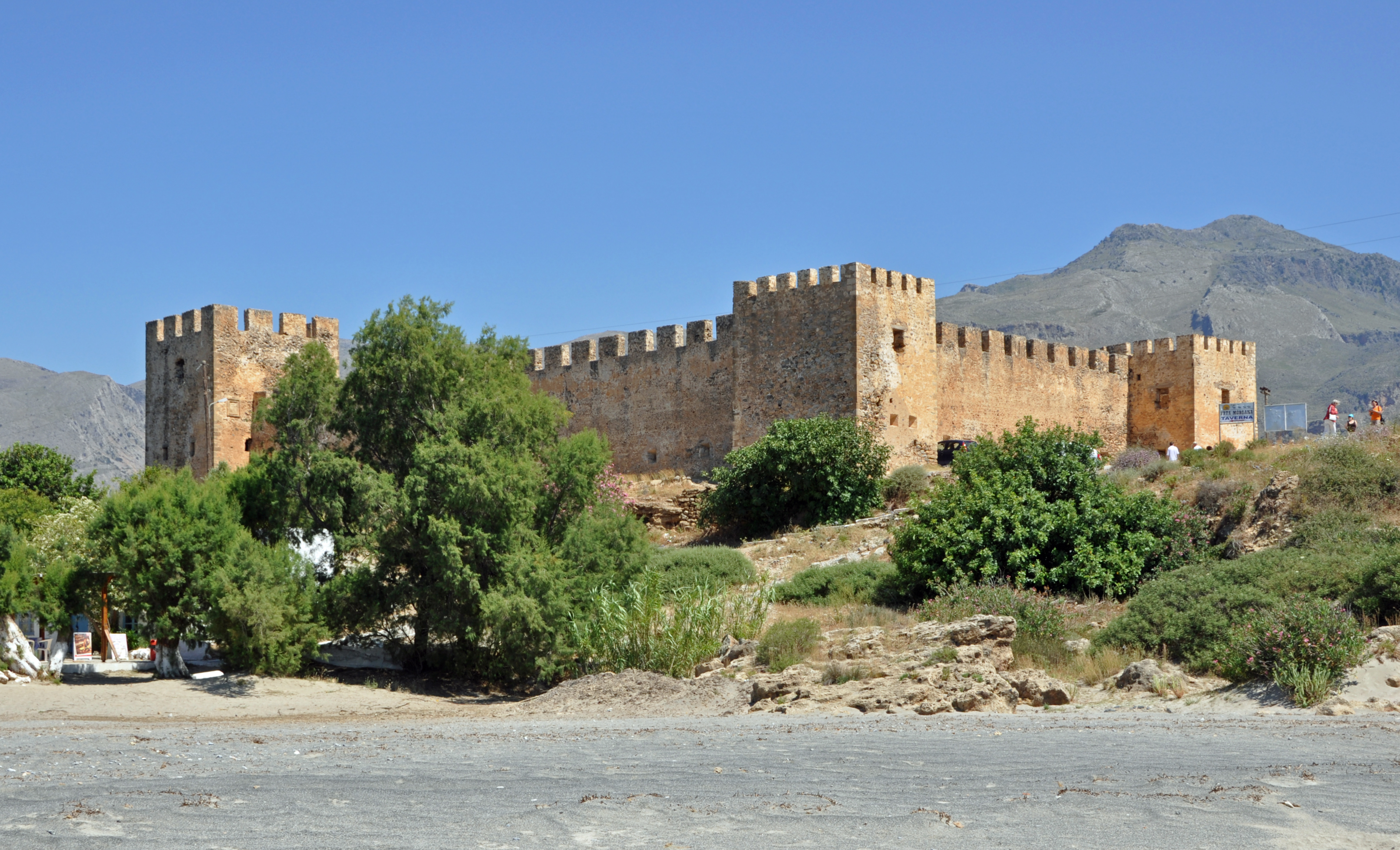
Hrad Frangokastello vystavěný na ostrově za Benátské nadvlády
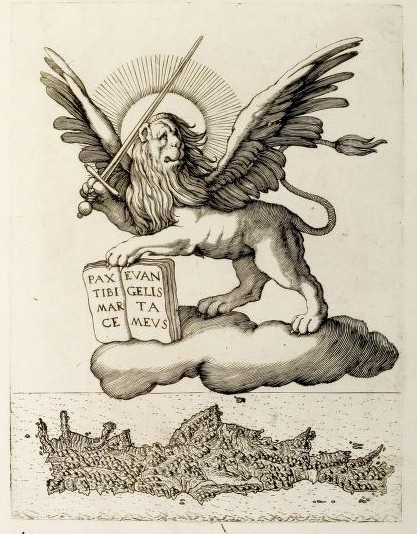
Kréta pod ochranou lva svatého Marka, symbolu Benátské republiky